# Pier Luigi Penzo
Pier Luigi Penzo (Venezia, 5 maggio 1896 – Valence, 29 settembre 1928) è stato un aviatore e militare italiano, veterano della prima guerra mondiale. Partecipò a numerose imprese aviatorie nel corso degli anni venti del XX secolo, tra cui il Circuito del Baltico con Umberto Maddalena e Guascone Guasconi, e la Crociera aerea del Mediterraneo occidentale (25 maggio-2 giugno 1928) organizzata da Italo Balbo. Perse la vita nel corso delle operazioni di salvataggio e ricerca del dirigibile Italia di Umberto Nobile e del velivolo Latham 47 di Roald Amundsen.

## Biografia

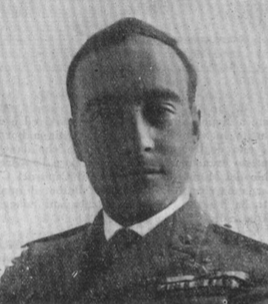
Tullio Crosio, l'altro pilota del Dornier Wal "Marina II"

Nato a Malamocco, località dell'isola del Lido, il 5 maggio 1896, figlio di Guglielmo, trascorse la sua infanzia a Venezia, dove studiò presso il locale istituto nautico "Paolo Sarpi" e, dopo l'entrata in guerra del Regno d'Italia, avvenuta il 24 maggio 1915, si arruolò volontario nella Regia marina come ufficiale di complemento, prendendo parte ad operazioni speciali insieme a Luigi Rizzo e Nazario Sauro.
Appassionatosi all'aviazione, ottenne il brevetto di pilota di idrovolanti presso la scuola di volo di Sant'Andrea a Venezia. Il 19 luglio 1916, durante un volo su Sebenico, il suo aereo venne colpito al motore e dovette effettuare un ammaraggio di emergenza, nel quale rimase ferito. Dopo essere stato catturato dagli austro-ungarici, venne processato a Spalato per irredentismo e successivamente internato presso il campo di prigionia di Mauthausen. Congedato alla fine del conflitto, venne destinato a Venezia, dove pilotò gli idrovolanti destinati al servizio di collegamento tra la città lagunare e Trieste. Entrò in amicizia con Gabriele D'Annunzio, con cui nel 1921 partecipò alla prima gara aeronautica sul Benaco, e successivamente entrò nella neocostituita Regia Aeronautica.
Nel 1925, insieme a Umberto Maddalena e a Guascone Guasconi, compì una crociera nei mari del Nord, il cosiddetto "Circuito del Baltico", che da Varese arrivò a Leningrado con due idrovolanti Macchi M.24, sorvolando due volte le Alpi.
Durante il viaggio di ritorno i due aerei vennero sorpresi da una forte bufera e furono costretti ad un atterraggio di emergenza in mezzo alla neve sul passo dello Spluga. Nel 1926 partecipò al periplo del Mediterraneo. Nel 1927 pilotò uno (il Savoia-Marchetti S.55) dei due velivoli con il quale Italo Balbo, di cui divenne collaboratore, si recò a Rodi e nelle colonie libiche effettuando un volo d'ispezione nel Mediterraneo. Nel 1928 partecipò alla Crociera aerea del Mediterraneo occidentale (25 maggio-2 giugno), ai comandi di uno dei 61 idrovolanti.
Subito dopo questa crociera, fu proprio Balbo ad inviare lui e altri piloti per partecipare al salvataggio della spedizione di Umberto Nobile, precipitata a bordo del dirigibile Italia nel Mar Glaciale Artico. Era ai comandi, insieme al tenente Tullio Crosio, di un idrovolante Dornier "Wal", da lui nominato Marina II, e successivamente collaborò anche alle ricerche dell'esploratore norvegese Roald Amundsen, a sua volta scomparso mentre col suo velivolo Latham 47 era intento a cercare Nobile e i suoi uomini.

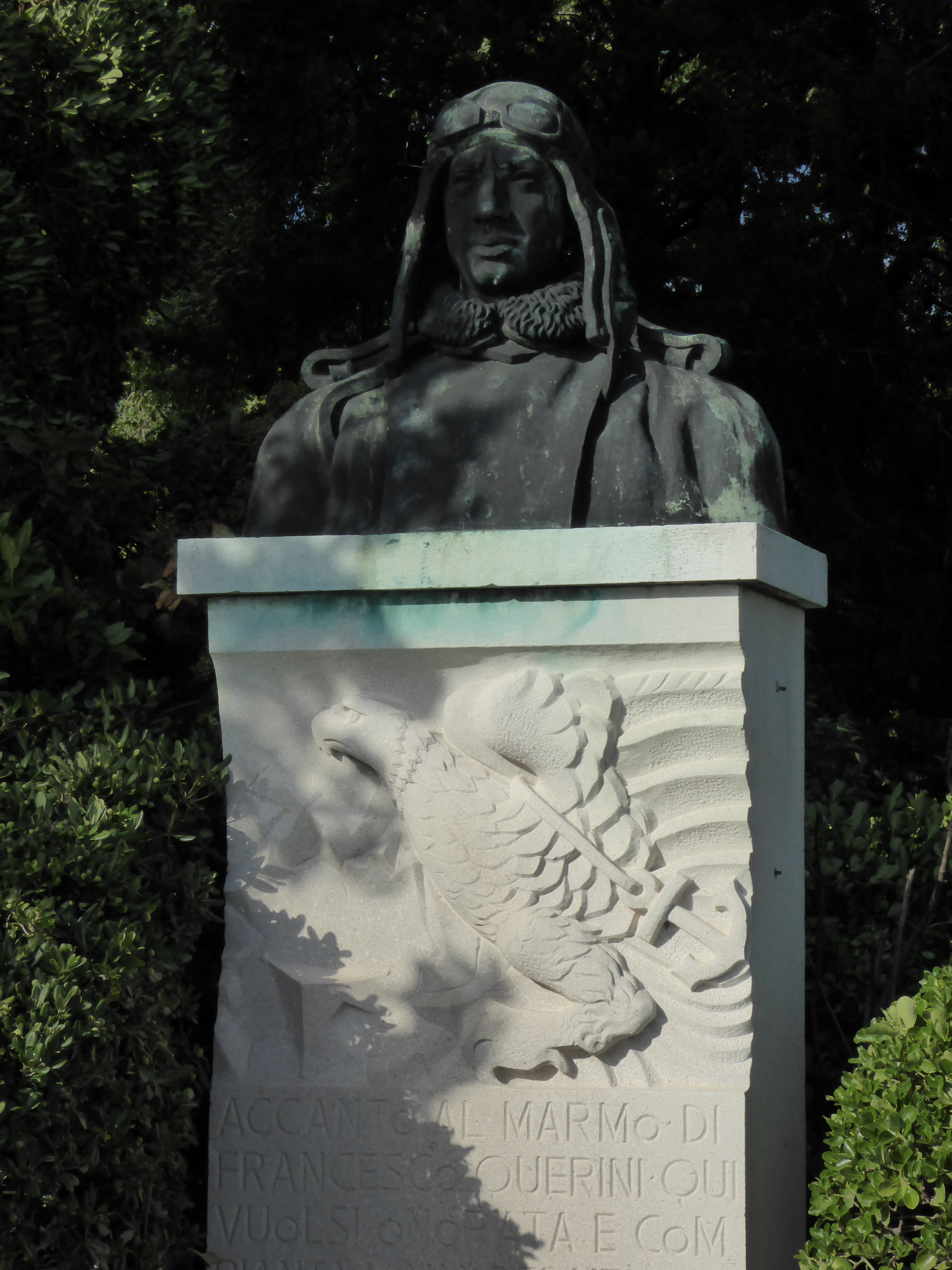
Venezia, Giardini, monumento a Pier Luigi Penzo

Durante il ritorno in Italia, dapprima compiuto a bordo della nave appoggio Città di Milano e poi per via aerea, nel settembre dello stesso anno, nella tappa Strasburgo-Avignone si imbatté in una improvvisa sacca di maltempo nei pressi della città di Valence: avendo perso di vista il Rodano come riferimento di rotta, a causa delle nubi basse, il copilota Crosio, che era ai comandi, si abbassò per ritrovare il fiume ma il velivolo toccò inavvertitamente un fascio di cavi dell'alta tensione e, dopo essersi spezzato in due, precipitò nel fiume. I meccanici Baracchi e Codognotto vennero tratti in salvo da alcuni pescatori, mentre lui, Crosio ed il Maresciallo radiotelegrafista Giuseppe Della Gatta affondarono insieme alla parte anteriore dell’aereo.; il suo corpo venne rintracciato dopo due settimane, 50 chilometri a valle del fiume. Venne quindi riportato in Italia e inumato nel cimitero veneziano di San Michele nel campo dei militari.
In seguito alla sua morte gli venne assegnata la medaglia d'argento dell'aeronautica alla memoria.

### Omaggi
Lo stadio comunale di calcio della città di Venezia, costruito nel 1913, venne nel 1931 intitolato a Penzo.
Nel giugno del 1932 fu eretto un monumento in suo onore nei Giardini di Castello a Venezia, opera dello scultore veneziano Francesco Scarpabolla (1902–1999).
A lui venne intitolato l'idroscalo di Puntisella di Pola.